# Küsse & Schüsse – Verliebt in einen Yakuza
Küsse & Schüsse – Verliebt in einen Yakuza (japanisch 恋と弾丸) ist eine Manga-Serie von Nozomi Mino, die von 2018 bis 2022 in Japan erschienen ist. 2022 erschien eine Adaption als Realserie unter dem Titel Küsse und Schüsse: Verliebt in einen Yakuza.

## Handlung
Die ehrgeizige Studentin Yuri wünscht sich nichts sehnlicher, als einen Mann zu finden, der sie so liebt, wie sie ist, mit all ihren Ecken und Kanten. Als sie eine Party besucht, gerät Yuri in eine brenzlige Situation, doch zum Glück greift Toshiomi Oya beherzt ein und bewahrt sie vor Schlimmerem. Der junge Mann entpuppt sich als hochrangige Persönlichkeit eines Yakuza-Clans und überreicht Yuri eine Visitenkarte mit dem Namen seines Clans. Mit einem mulmigen Gefühl begibt sich Yuri zu den Räumlichkeiten des Clans, um Toshiomi für seine Hilfe zu danken. Doch zu ihrer Überraschung wird sie von Toshiomi herzlich empfangen. Schon nach kurzer Zeit verlieben sich beide Hals über Kopf ineinander und das Feuer der Leidenschaft beginnt zu lodern. Toshiomi fühlt sich von Yuris Zielstrebigkeit angezogen, während Yuri seine galante Art schätzt. Yuri beschließt, die Freundin von Toshiomi zu werden. Doch ihre Beziehung und Liebe füreinander stehen unter keinem guten Stern. Ihr jeweiliges Umfeld versucht sie auseinanderzureißen; schon bald fallen die ersten Schüsse, und Yuri stellt fest, was es bedeutet, die Freundin eines Yakuza zu sein und dass ihr neues Leben alles andere als ungefährlich ist. Allen Widrigkeiten zum Trotz wächst ihre Liebe füreinander mit jeder weiteren Hürde. Doch mit der Zeit sieht sich Yuri zunehmend mit der Frage konfrontiert, ob dieses gehobene, aber auch brandgefährliche Leben seinen Preis wert ist.

## Veröffentlichung
Der Manga erschien von 2018 bis 2022 im Magazin Cheese! bei Shogakukan. Der Verlag brachte die Kapitel auch gesammelt in 12 Bänden heraus. 
Eine deutsche Übersetzung von Victoria Zach erschien zwischen April 2021 und Juni 2023 bei Altraverse. Eine englische Ausgabe wurde von VIZ Media herausgegeben, eine spanische bei Editorial Ivréa. 

## Verfilmungen
Eine Fernsehserie wurde im Juni 2022 angekündigt. Die Serie wurde von Smith, Kenjiro Tsubakimoto und Hiroto Totsuka inszeniert. Sorami Date schrieb die Drehbücher. In der Hauptrolle sind Yuta Furukawa und Fumika Baba zu sehen. Die Serie unter dem Titel Küsse und Schüsse: Verliebt in einen Yakuza mit neun Folgen wurde vom 27. Oktober 2022 bis 23. Dezember 2022 auf im MBS TV ausgestrahlt.